# Silvan Widmer
Silvan Dominic Widmer (sinh ngày 5 tháng 3 năm 1993) là một cầu thủ bóng đá chuyên nghiệp người Thụy Sĩ chơi ở vị trí hậu vệ cho câu lạc bộ Mainz 05 tại Bundesliga và đội tuyển quốc gia Thụy Sĩ.

## Thống kê sự nghiệp

### Câu lạc bộ
Tính đến ngày 18 tháng 5 năm 2024
| Câu lạc bộ          | Mùa giải            | Giải đấu               | Giải đấu | Giải đấu | Cúp quốc gia | Cúp quốc gia | Châu Âu | Châu Âu | Khác | Khác | Tổng cộng | Tổng cộng |
| Câu lạc bộ          | Mùa giải            | Hạng                   | Trận     | Bàn      | Trận         | Bàn          | Trận    | Bàn     | Trận | Bàn  | Trận      | Bàn       |
| ------------------- | ------------------- | ---------------------- | -------- | -------- | ------------ | ------------ | ------- | ------- | ---- | ---- | --------- | --------- |
| Aarau               | 2013–14             | Swiss Challenge League | 29       | 3        | 2            | 0            | —       | —       | —    | —    | 31        | 3         |
| Aarau               | 2012–13             | Swiss Challenge League | 34       | 8        | 3            | 0            | —       | —       | —    | —    | 37        | 8         |
| Aarau               | Tổng cộng           | Tổng cộng              | 63       | 11       | 5            | 3            | —       | —       | —    | —    | 68        | 14        |
| Udinese             | 2013–14             | Serie A                | 16       | 0        | 4            | 0            | 1       | 0       | —    | —    | 21        | 0         |
| Udinese             | 2014–15             | Serie A                | 36       | 2        | 2            | 0            | —       | —       | —    | —    | 38        | 2         |
| Udinese             | 2015–16             | Serie A                | 27       | 0        | 1            | 0            | —       | —       | —    | —    | 28        | 0         |
| Udinese             | 2016–17             | Serie A                | 28       | 0        | 1            | 0            | —       | —       | —    | —    | 29        | 0         |
| Udinese             | 2017–18             | Serie A                | 24       | 3        | 2            | 0            | —       | —       | —    | —    | 26        | 3         |
| Udinese             | Tổng cộng           | Tổng cộng              | 131      | 5        | 10           | 0            | 1       | 0       | —    | —    | 142       | 5         |
| Basel               | 2018–19             | Swiss Super League     | 31       | 1        | 5            | 1            | 5       | 0       | —    | —    | 41        | 2         |
| Basel               | 2019–20             | Swiss Super League     | 32       | 2        | 4            | 2            | 14      | 2       | —    | —    | 50        | 6         |
| Basel               | 2020–21             | Swiss Super League     | 22       | 0        | 1            | 0            | 3       | 1       | —    | —    | 26        | 1         |
| Basel               | Tổng cộng           | Tổng cộng              | 85       | 3        | 10           | 3            | 22      | 3       | —    | —    | 117       | 9         |
| Mainz 05            | 2021–22             | Bundesliga             | 33       | 4        | 3            | 0            | —       | —       | —    | —    | 36        | 4         |
| Mainz 05            | 2022–23             | Bundesliga             | 26       | 2        | 2            | 0            | —       | —       | —    | —    | 28        | 2         |
| Mainz 05            | 2023–24             | Bundesliga             | 20       | 1        | 0            | 0            | —       | —       | —    | —    | 20        | 1         |
| Mainz 05            | Tổng cộng           | Tổng cộng              | 79       | 7        | 5            | 0            | —       | —       | —    | —    | 84        | 7         |
| Tổng cộng sự nghiệp | Tổng cộng sự nghiệp | Tổng cộng sự nghiệp    | 358      | 26       | 30           | 3            | 23      | 3       | 0    | 0    | 413       | 32        |

### Quốc tế
Tính đến ngày 8 tháng 6 năm 2024.
| # | Ngày                 | Địa điểm                         | Số trận | Đối thủ | Bàn thắng | Kết quả | Giải đấu                      |
| - | -------------------- | -------------------------------- | ------- | ------- | --------- | ------- | ----------------------------- |
| 1 | 6 tháng 9 năm 2020   | St. Jakob-Park, Basel, Thụy Sĩ   | 10      | Đức     | 1–1       | 1–1     | UEFA Nations League 2020–21   |
| 2 | 12 tháng 11 năm 2021 | Sân vận động Olimpico, Roma, Ý   | 26      | Ý       | 1–0       | 1–1     | Vòng loại FIFA World Cup 2022 |
| 3 | 28 tháng 3 năm 2023  | Stade de Genève, Geneva, Thụy Sĩ | 39      | Israel  | 3–0       | 3–0     | Vòng loại UEFA Euro 2024      |
| 4 | 8 tháng 6 năm 2024   | Kybunpark, St. Gallen, Thụy Sĩ   | 43      | Áo      | 1–1       | 1–1     | Giao hữu                      |